# Frederiksværk
Frederiksværk [fʀɛðəʀegsˈvɛʀg] anhörenⓘ ist eine dänische Hafenstadt in der Region Hovedstaden auf Sjælland am Ostufer des Roskildefjords.
Die Stadt bildet gemeinsam mit Hundested die Halsnæs Kommune, die bis Ende 2007 Frederiksværk-Hundested Kommune hieß. Im Westen grenzt die Stadt Frederiksværk an den Arresø, so dass sie damit auf einer etwa drei Kilometer breiten Landenge liegt. Frederiksværk ist 89,6 km² groß.
Im 18. Jahrhundert bekam die Stadt von dem dänischen König Friedrich V. den deutschen Namen Friederichswerk, da Deutsch damals die Sprache des Königs war. Der jetzige Name Frederiksværk ist die dänische Übersetzung dieses Namens.
Der Dolmen Carlsstenen westlich von Frederiksværk wurde zu Beginn des 20. Jahrhunderts bekannt, als er Motiv auf der damals neuen 5-Krone Note wurde.

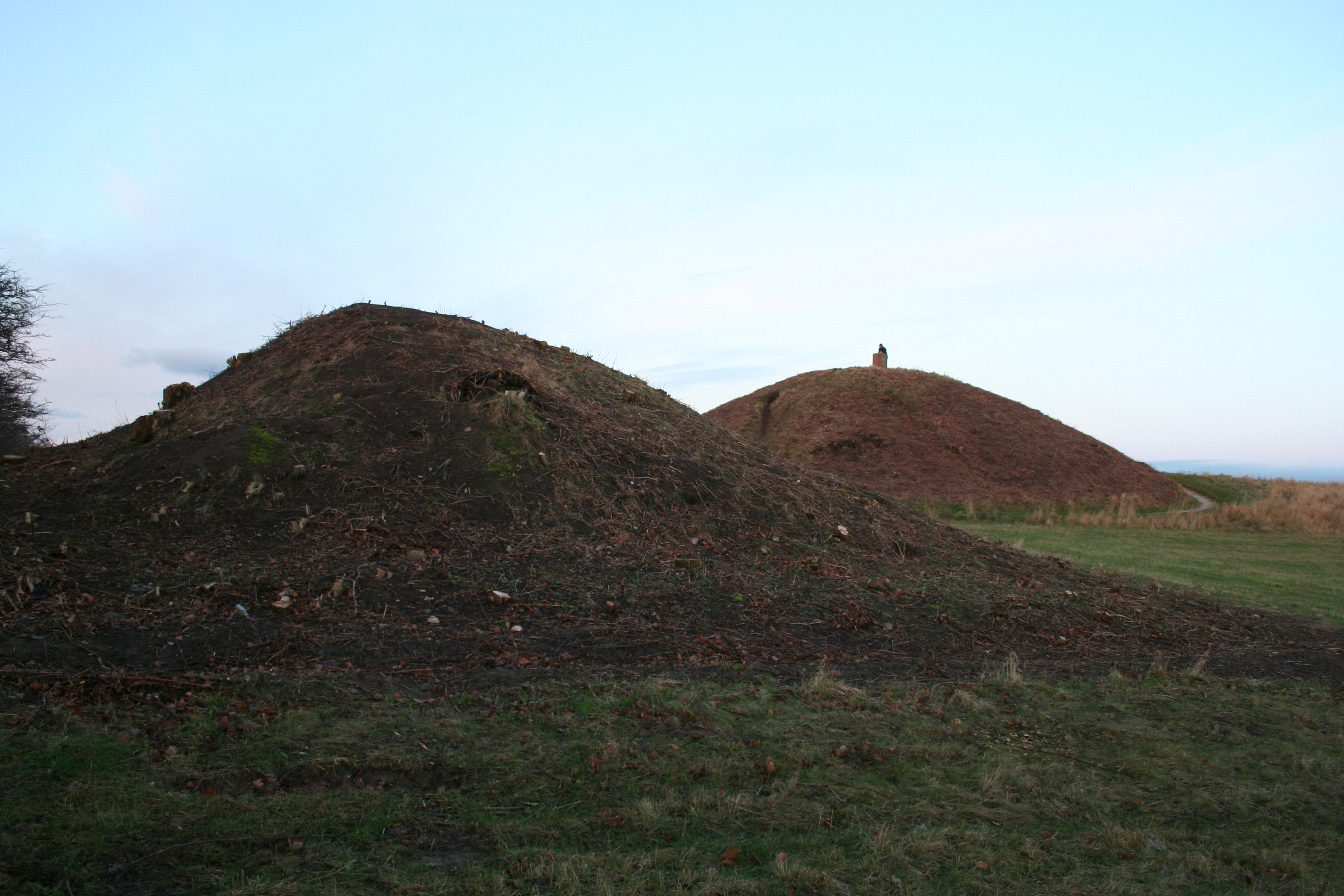
Der Lille Maglehøj bei Frederiksværk

1756 begann für Frederiksværk das Industriezeitalter: Frederik V. gründete per Dekret eine königliche Fabrik zur Herstellung von Kanonen, Kanonenkugeln und Pulver.
1940 wurde beschlossen, ein Stahlwalzwerk (Det Danske Stålvalseværk) zu errichten. Mitte 2002 wurde den etwa 1000 Mitarbeitern gekündigt; Danish Steel war in finanziellen Schwierigkeiten.

## Einwohnerentwicklung
Entwicklung der Einwohnerzahl (1. Januar):
- 1980 – 17.141
- 1985 – 17.400
- 1990 – 17.941
- 1995 – 18.936
- 1999 – 20.199
- 2000 – 20.121
- 2003 – 20.316
- 2005 – 20.340

## Partnerstädte
- Stenungsund in Schweden

## Töchter und Söhne der Stadt
- Peter Nikolaus von Gartenberg (1714–1786), sächsischer und polnischer Staatsmann
- Anton Frederik Tscherning (1795–1874), Politiker und Heeresreformer
- Hjalmar Heerup (1886–1961), Fußballspieler
- Knut Ansgar Nelson (1906–1990), Benediktiner, Bischof von Stockholm
- Svend Pedersen (1920–2009), Ruderer
- Bent Peters (* 1940), Radrennfahrer
- Jørgen Elklit (* 1942), Politikwissenschaftler und Hochschullehrer
- Susan Olsen (* 1964), Schauspielerin
- Kim Marcussen (* 1968), Radrennfahrer
- Anders Thomas Jensen (* 1972), Regisseur, Drehbuchautor und Schauspieler
- Anila Mirza (* 1974), Sängerin
- Line Kruse (* 1975), Schauspielerin